# Gesellschaft (Soziologie)
Gesellschaft bezeichnet in der Soziologie eine durch unterschiedliche Merkmale zusammengefasste und abgegrenzte Anzahl von Personen, die als sozial Handelnde (Akteure) miteinander verknüpft leben und direkt oder indirekt sozial interagieren. Gesellschaft bezieht sich sowohl auf die Menschheit als ganze (gegenüber Tieren und Pflanzen) als auch auf bestimmte Gruppen von Menschen, beispielsweise auf ein Volk oder eine Nation. Gesellschaft kann sich aber auch auf einen räumlich abgegrenzten und strukturierten Zusammenhang zwischen Menschen beziehen, auf Kollektive oder auch auf ein Knäuel (cluster) im sozialen Netzwerk der Menschheit, das sich durch die Netzwerkdichte und Multiplexität der Interaktionen abgrenzen lässt. In den aktuellen Sozialwissenschaften wird die Bezeichnung oft mit ungenauer Bedeutung verwendet.
Der Gesellschaftsbegriff in der Ethnologie bzw. Anthropologie sowie im Staatsrecht wird jeweils anders definiert und verwendet als in der Soziologie. Theoretisch befasst sich die Gesellschaftstheorie mit dem soziologischen Begriff der Gesellschaft.

## Begriffsgeschichte
„Gesellschaft bedeutet wörtlich den Inbegriff räumlich vereint lebender oder vorübergehend auf einem Raum vereinter Personen. So ergibt es sich aus der etymologischen Herleitung des Wortes von ahd. sal = Raum, ahd. selida = Wohnung; heute noch erhalten in: nhd. ‚Saal‘, skand. sal = Stockwerk, russ. ssjelo = Hof, Landsitz (vielleicht zusammenhängend mit lateinisch solum = Grund und Boden). Geselle, ahd. gisellio, ist also der ‚Saalgenoss‘.“
Der Begriff ist unmittelbar wahrscheinlich von Geselle bzw. von Gesellenschaft abgeleitet. Gesellenschaft war der Zusammenschluss von Gesellen zur Durchsetzung von Forderungen zur Änderung der von den Zunftmeistern (der „Meisterschaft“) bestimmten Arbeitsbedingungen. Im heutigen Sprachgebrauch deuten Wendungen, wie „sich gesellen“ (vgl. „Gleich und gleich gesellt sich gern.“) oder „gesellig“ (Geselligkeit) auf einen räumlich und zeitlich offenen Zusammenhang von Personen. Der Konflikt zwischen Gesellenschaft und Meisterschaft der mittelalterlichen Zunft ist beiden Begriffen im heutigen Sprachgebrauch fremd. In der neuzeitlichen Rechtsentwicklung hat sich die Rechtssprache als wertungsfreier Gruppenbegriff durchgesetzt. In Schleiermachers Unterscheidung von Gesellschaft und Gemeinschaft klingt dieses Rechtsdenken an.
Die Ideen der Aufklärung von einer vernunftgemäßen Regierung wurden durch die Französische Revolution der breiten Öffentlichkeit bekannt gemacht. Im 19. Jahrhundert wurde dann „Gesellschaft“ zur Übersetzung von engl. society und frz. société eingesetzt. Der Begriff der civil society oder „bürgerlichen Gesellschaft“ diente dem aufkommenden Bürgertum als Gegenbegriff zum absolutistischen Fürstenstaat. Fortan wurde der Dualismus der Begriffe Staat und Gesellschaft grundlegend für die politische Philosophie des Liberalismus.
Biosoziologisch gesehen ist der Mensch von Natur aus in Gesellschaft. Mit (bereits) Aristoteles’ Worten ist er ein ζώον πολιτικόν (zóon politikón), ein auf „Staaten-(Gemeinden-, Poleis-)Bildung angelegtes Wesen“.

## Soziologische Schulen
Die Bezeichnung „Gesellschaft“ ist als zentraler Grundbegriff der Soziologie umstritten. 2011 schrieb Thomas Schwinn in einer Übersicht von „starken und schwachen Gesellschaftsbegriffen“. Diese bezeichnete er als „Verfallsstufen eines traditionsreichen Konzepts“. Er beschreibt die Theoriegeschichte des Begriffs und unterscheidet u. a. systemtheoretische Ansätze (u. a. Talcott Parsons, Niklas Luhmann), handlungstheoretische Fundierungsversuche (Anthony Giddens, Hartmut Esser) oder Kombinationen aus System- und Handlungstheorie (Jürgen Habermas, Uwe Schimank).
Auch in der heutigen Soziologie ist die Verwendung des Begriffes Gesellschaft umstritten. So fordert z. B. der britische Soziologe John Urry für eine Soziologie des 21. Jahrhunderts die Abkehr von der Analyse von Gesellschaften (Sociology Beyond Societies, London 2000).

### Marxismus (Marx)
Nach Karl Marx ist Gesellschaft die Gesamtheit der Verhältnisse zwischen den Menschen, also die Summe der Beziehungen und der Verhältnisse unter den Individuen und nicht die Individuen als solche. Die Gesellschaft wird hier nach dem geschichtlichen Entwicklungsstand der ökonomischen Verhältnisse analysiert, wobei Marx zunächst drei grundlegende Gesellschaftsformationen beschreibt:
- die ursprüngliche primäre oder archaische Formation (Urgesellschaft) auf dem Boden des Gemeineigentums und sozialer Homogenität, die sich auf ihrer letzten und höchsten Entwicklungsstufe mit der Teilung der Arbeit, mit individuell genutztem Gemeineigentum allmählich sozial differenziert und in die sekundäre Formation hinüberzuwachsen beginnt.
- die sekundäre Formation der auf großem Privateigentum basierenden sozialheterogenen Gesellschaften (asiatische Produktionsweise, Sklavenhaltergesellschaft, Feudalismus und bürgerlich-kapitalistische Gesellschaft)
- die kommunistische Gesellschaftsformation mit dem Sozialismus als Vorstufe bzw. Übergangsphase zur klassenlosen Gesellschaft

### Soziologische Klassiker

#### Gemeinschaft und Gesellschaft (Tönnies)
Nach Ferdinand Tönnies ist Gesellschaft eine genau definierte Gruppierung von Personen. Er versteht „Gesellschaft“ als Gegensatz zur „Gemeinschaft“. Analytisch eingeführt wurde der Fachbegriff Gesellschaft in der sich etablierenden Soziologie durch Tönnies 1887 in seinem Werk Gemeinschaft und Gesellschaft. Danach zeichnet sich Gemeinschaft durch gegenseitiges Vertrauen, emotionale Anbindung und Homogenität aus. Tönnies stellt dem Begriff der Gemeinschaft den Begriff Gesellschaft gegenüber. Der Gemeinschaft bedienen sich nach Tönnies die Akteure mit jeweils individuellen Zielen. Dies führt zu einer nur losen Verknüpfung der Individuen in der Gesellschaft. Beide, Gemeinschaft und Gesellschaft, sind für ihn gemeinsamer Gegenstand der Soziologie. Sein Gesellschaftsbegriff im engeren Sinne ist also axiomatisch abgestützt und streng deduktiv gewonnen. In diesem Sinne wird die Bezeichnung nur noch selten in der Soziologie verwendet. Bei Tönnies ist Gesellschaft eine besondere Form gegenseitiger gewollter Bejahung von Menschen, die sich dieser Form als eines Mittels zur Erreichung ihrer individuellen Ziele bedienen (siehe oben).

#### Vergesellschaftung (Weber)
Max Weber knüpft mit seinem Begriff Vergesellschaftung noch stark an Tönnies’ Merkmale an.

#### Differenzierung (Simmel)
1890 führte Georg Simmel den Begriff Differenzierung (auch soziale Differenzierung oder gesellschaftliche Differenzierung) in die Soziologie ein. Differenzierung bezeichnet langfristige Veränderungen einer Gesellschaft. Diese Veränderungen können verbunden sein mit der Neuentstehung oder Aufgliederung von Sozialen Positionen, Lebenslagen und/oder Lebensstilen. Mit Differenzierung wird auch das Ergebnis solcher Prozesse bezeichnet, nämlich „soziale Differenziertheit“.

### Strukturfunktionalismus (Parsons)
Laut Strukturfunktionalismus bildet sich aus Akteuren eine Gesellschaft dann, wenn sie in der Lage ist, mittels bestimmter sozialer Funktionen die menschlichen Bedürfnisse zu befriedigen (vergleiche Talcott Parsons, sowie den Funktionalismus). Funktional darauf ausgerichtet, bilden sich Institutionen, und ohne die Herausbildung von entsprechenden Strukturen ist eine dauerhafte Bedürfnisbefriedigung nicht möglich. Auch ein Robinson Crusoe überlebt nur, weil er die Methoden zur Bewältigung der Welt (Normen, Werte, Fähigkeiten) verinnerlicht hat, weil er die Gesellschaft in sich trägt – beispielsweise wenn er auf seiner einsamen Insel fromm wird. Akteur (oder strittig: Individuum) und Gesellschaft stehen in einem wechselseitigen Abhängigkeitsverhältnis. Langfristig stabilisieren sich Gesellschaften nur, wenn sie sich über Sozialisation, Strukturen und Wertvorstellungen reproduzieren. Ursprüngliche Instanz ist hier durch biologische Determination die Kernfamilie, aber sogar dies ist umstritten.

### Systemtheorie (Luhmann)
Niklas Luhmann spricht von einer „Gesellschaft“, wenn konformes und abweichendes Verhalten in Bezug auf Normen und Werte festgelegt ist und eine entsprechende Differenzierung von Erwartungen und Reaktionen vorhanden ist.
In der kommunikationstheoretischen Konzeption Luhmanns wird die Gesellschaft als „alle füreinander kommunikativ zugänglichen Ereignisse“ beschrieben. Gesellschaft in systemtheoretischen Begriffen ist demnach das umfassendste soziale System – jene Einheit, die keine soziale Umwelt mehr hat und alle anderen sozialen Systeme inklusive Organisationen sowie Verhältnisse und Tatbestände umfasst. Anders ausgedrückt ist Gesellschaft alles, was durch Kommunikation füreinander erreichbar ist.

### Praxis und Theorie der Praxis (Bourdieu)
Für Pierre Bourdieu ist Gesellschaft nicht völlig erklärbar. Es gebe aber zwei zu unterscheidende Ebenen: die Ebene der sozialen Praxis, in der sich das Leben in „Gesellschaft stiftender Arbeit“ nach Regelmäßigkeiten abspiele, deren Ablauf die Akteure zum großen Teil unbewusst inkorporiert haben, und die Ebene der Theorie der Praxis, wo untersucht werden müsse, die unbewussten, in ihrer Gesamtheit kaum wahrgenommenen Machtverhältnisse der sozialen Praxis aufzudecken, und zwar dort, wo sie  weitestgehend mit den Gewohnheiten des Handelns, des Wahrnehmens und Beurteilens bricht. Bourdieus sehr einflussreiches Werk enthält damit eine gesellschaftskritische Komponente.

### Weltgesellschaft
Tönnies’ und Luhmanns Ansätze erlauben oder implizieren – wie die vieler anderer soziologischer Makrotheoretiker – auch die Idee einer Weltgesellschaft:
- Karl Marx – globaler Ausbeutungsmechanismus im Kapitalismus;
- Ludwig Gumplovicz – Krieg zwischen Gruppen;
- Ferdinand Tönnies – Welthandel;
- Niklas Luhmann – globale Verbreitung von Medienkommunikation sowie ein (welt)gesellschaftliches Funktionssystem

Diese Ansätze werden interdisziplinär prominent von der Weltsystemanalyse um Immanuel Wallerstein vertreten.